# Anoplodactylus ampullaceus
Anoplodactylus ampullaceus is een zeespin uit de familie Phoxichilidiidae. De soort behoort tot het geslacht Anoplodactylus. Anoplodactylus ampullaceus werd in 2004 voor het eerst wetenschappelijk beschreven door Child. 